# William Budge

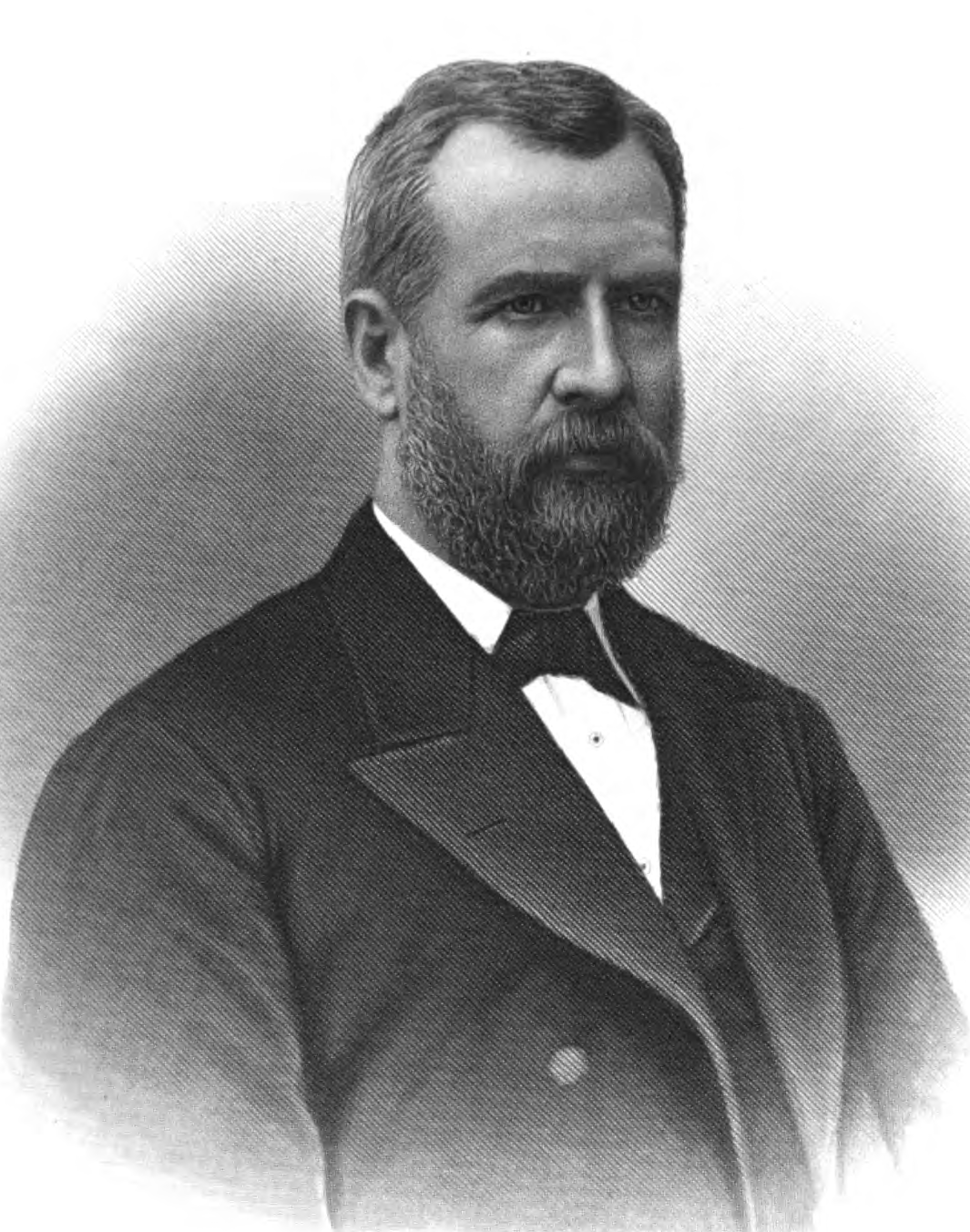
Budge

William Budge (1 de mayo de 1828 – 18 de marzo de 1919)   fue miembro del Consejo de los Cincuenta así como de la Legislatura de Idaho y fue presidente de misión y presidente de estaca en la Iglesia de Jesucristo de los últimos tiempos. santos del día.
Budge nació en Lanark, Escocia y en su adolescencia se mudó a Glasgow en busca de empleo. A la edad de 20 años se unió a la Iglesia SUD. Se convirtió en misionero en 1851 y continuó en ese puesto hasta aproximadamente 1860. Durante estos años, Budge sirvió durante un tiempo como presidente de la Misión Suiza, como presidente de distrito en Glasgow y cinco distritos diferentes en Inglaterra, y también predicó el evangelio en Italia y Alemania. Entre otras asignaciones, en 1855 el presidente de la Misión Europea Franklin D. Richards envió a Budge a Sajonia para responder a las preguntas sobre la Iglesia SUD de Karl G. Maeser.
En 1860 Budge emigró al territorio de Utah. Era el capitán de una compañía de setenta y dos vagones desde Winter Quarters hasta Salt Lake City. Vivió en Farmington donde fue Juez de Paz. Se mudó a Cache Valley en 1864 a petición de Brigham Young. Más tarde se mudó al condado de Bear Lake, Idaho. De 1878 a 1880, Budge fue presidente de la Misión Europea, y en 1877, así como de 1870 a 1906, se desempeñó como presidente de la Estaca Bear Lake.  De 1906 a 1918, Budge fue el presidente del Templo de Logan, Utah, de la Iglesia SUD.
Budge era un servidor público activo y fue elegido superintendente de escuelas local en 1872. Después de perder una carrera por el Consejo Territorial de Idaho del condado de Bear Lake en 1874, ganó las elecciones para el mismo puesto que un demócrata en 1876 y 1880. También ganó el correspondiente puesto posterior a la estadidad, miembro del senado estatal, en 1898. 
Uno de los Helaman Halls de la Universidad Brigham Young lleva el nombre de Budge.
Con su segunda esposa, Eliza Pritchert, Budge fue el padre de Alfred Budge, quien se desempeñó como juez de la Corte Suprema de Idaho. 